# Schnäggeninseli
Das Schnäggeninseli (schweizerhochdeutsch: Schneckeninsel) liegt im Brienzersee und gehört zur Gemeinde Iseltwald im Kanton Bern. Sie ist in Privatbesitz und gehört zum Schloss Seeburg. Auf der Insel steht eine kleine Kapelle und es gibt einen Grillplatz.
Die Insel ist 115 Meter lang und 40 Meter breit. Der höchste Punkt liegt auf 570 Meter über Meer oder 6 Meter über dem Seeniveau. Die Insel liegt 250 Meter vom Ufer von Iseltwald entfernt. Sie ist als Naturobjekt auf kantonaler Ebene geschützt.

## Name
Die Namensherkunft ist unklar. Nach Angaben auf der Website der Gemeinde Iseltwald könnte namensgebend die kleine Grösse der Insel gewesen sein oder dass die Mönche des Klosters Interlaken früher dort eine Schneckenzucht betrieben hätten. Möglich ist jedoch auch eine Herleitung von Schnaken (schweizerdeutsch: Schnāgge).

## Geschichte
Im Jahre 1825 kam die Insel in den Besitz von Christian Abegglen von Iseltwald. 1828 kaufte Marquis von Sinety die Insel zusammen mit dem Schloss Seeburg. Von 1880 bis 1896 gehörten die Grundstücke Pfarrer John Primatt-Maud, der die Insel dem Engländer Eduard Murray Oakley of Sandgate verkaufte. 1906 kaufte Gottfried Sigrist Insel und Schloss Seeburg und hinterliess seinen Besitz der Witwe Savina Siegrist. Diese verkaufte 1925 Insel und Schloss an die Spar- und Leihkasse des Kantons Berns. Diese wiederum verkaufte 1926 beides dem Diakonieverband Ländli.